# Selenophora shimadai
Selenophora shimadai — вид термитофильных мелких мух-горбаток рода Selenophora из подсемейства Termitoxeniinae (двукрылые горбатки). Эндемики Японии.

## Распространение
Южная Япония (острова Рюкю: Исигаки, Ириомотэ).

## Описание
Мелкие мухи длиной 1,2—1,3 мм. Самки физогастрические с увеличенным брюшком. Окраска красновато-коричневая, голова темнее; усики желтовато-коричневые; хоботок длинный, антеро-вентральный; брюшко субсферическое. Обнаружены в гнёздах термитов Odontotermes formosanus Shiraki. Вид назван в честь Таку Симады, впервые нашедшего его в Японии в 2008 году.